# Liste der Bodendenkmale in Hohenhameln
In der Liste der Bodendenkmale in Hohenhameln sind die Bodendenkmale der niedersächsischen Gemeinde Hohenhameln aufgeführt. Die Quelle ist der Denkmalatlas Niedersachsen.
- Bitte beachten Sie, dass diese Liste keinen Anspruch auf Vollständigkeit erhebt.
- Die Angaben ersetzen nicht die rechtsverbindliche Auskunft der zuständigen Denkmalschutzbehörde.
- Es sind nur Daten aus dem Denkmalatlas verarbeitet.
- Der Stand der Liste ist der 10. April 2025.

Hohenhameln im Landkreis Peine

## Allgemein
In den Spalten finden sich folgende Informationen des Bodendenkmales:
| Lage         | geographische Koordinaten                                                           |
| Bezeichnung  | Bezeichnung lt. Denkmalatlas                                                        |
| Beschreibung | Beschreibung lt. Denkmalatlas                                                       |
| ID           | Objekt-ID                                                                           |
| Bild         | Bild, ggf. zusätzlich mit Link zu weiteren Fotos im Medienarchiv Wikimedia Commons. |

## Bründeln
| Lage                        | Bezeichnung          | Beschreibung | ID       | Bild |
| --------------------------- | -------------------- | ------------ | -------- | ---- |
| 52° 14′ 19″ N, 10° 0′ 13″ O | Bründeln 2, Siedlung |              | 28952146 | BW   |

## Mehrum
| Lage                        | Bezeichnung        | Beschreibung | ID       | Bild |
| --------------------------- | ------------------ | ------------ | -------- | ---- |
| 52° 18′ 33″ N, 10° 6′ 36″ O | Mehrum 1, Wüstung  |              | 28970518 | BW   |
| 52° 19′ 42″ N, 10° 5′ 22″ O | Mehrum 2, Siedlung |              | 28952401 | BW   |